# Бирский кантон
Бирский кантон (баш. Бөрө кантоны) — кантон в составе Автономной Башкирской Социалистической Советской Республики (1922—1930).
Административный центр — г. Бирск.

## Географическое положение

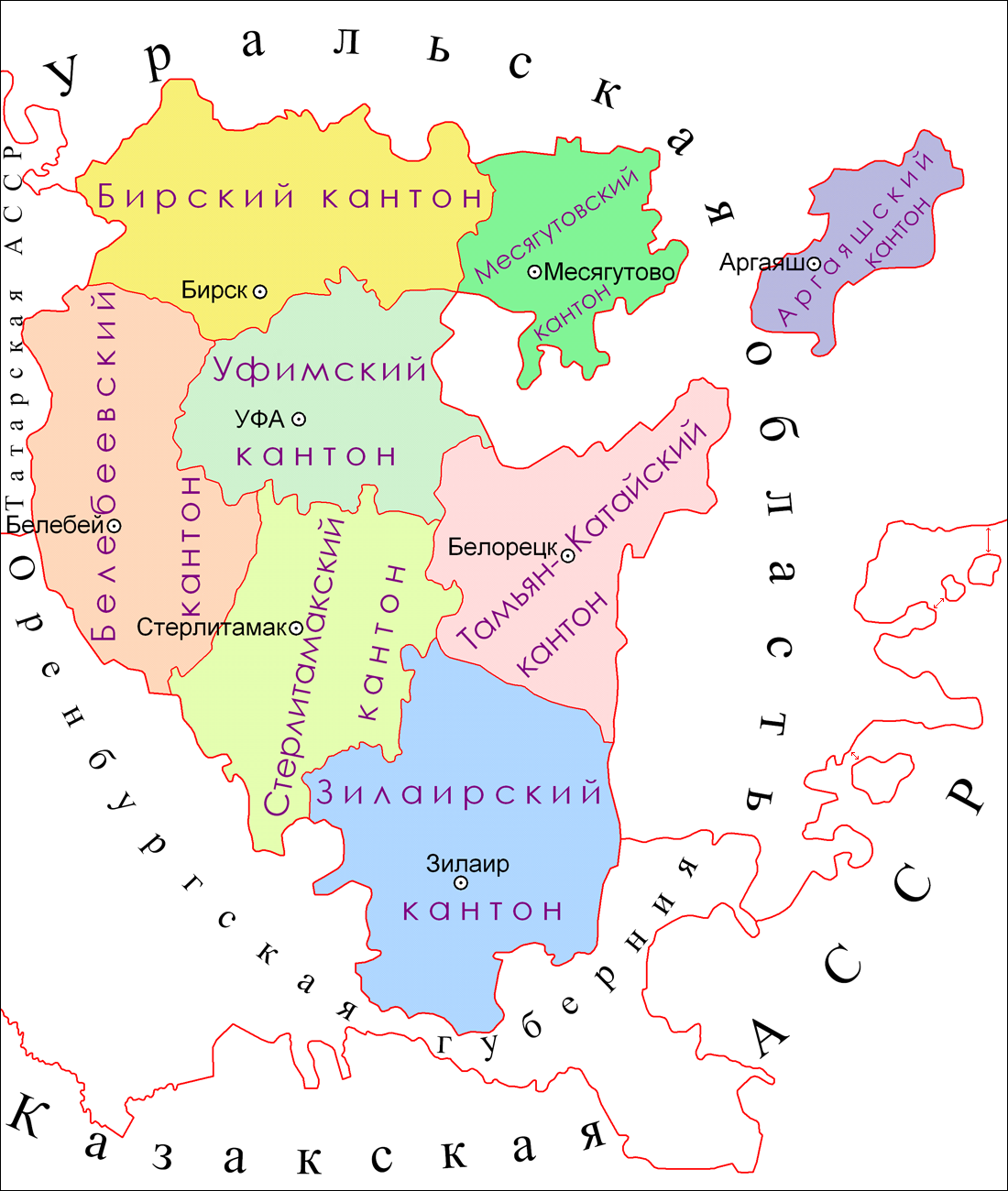

Бирский кантон был расположен в северной и северо-западной частях Башкирской АССР. Кантон на юге граничил с Белебеевским кантоном и Уфимским кантонами Башкирской АССР, на востоке — Месягутовским кантоном и Екатеринбургской губернией, на севере — Пермской губернией, а на западе — Вятской губернией и Татарской АССР.

## История
Бирский кантон был образован 18 июля 1922 года в составе Автономной Башкирской Советской Республики из 43 волостей Бирского уезда Уфимской губернии.
Согласно постановлению Президиума Башкирского центрального исполнительного комитета от 10 февраля 1923 года Бирский кантон был поделён на 17 волостей, по декрету ВЦИК от 15 декабря 1924 года — на 25 волостей, а по декрету ВЦИК от 14 июня 1926 года — на 20 волостей. Позднее Калмыковская волость была переименована в Нуримановскую, а Кайнлыковская — в Ново-Кайнлыковскую.
20 августа 1930 года Бирский кантон упразднён, а его территория вошла в состав Аскинского (части Аскинской, Байкибашевской, Балакчинской и Татышлинской волостей), Байкинского (Байкинская и части Балакчинской волостей), Бакалинского (часть Исмаиловской волости), Бирского (части Московской, Пономарёвской и Чураевской волостей), Бураевского (части Бураевской, Кизганбашевской, Краснохолмской, Кызылъяровской, Ново-Кайнлыковской и Нуримановской волостей), Дюртюлинского (части Асяновской, Исмаиловской, Московской и Нуримановской волостей), Калтасинского (части Бураевской, Калегинской, Краснохолмской, Ново-Кайнлыковской),
Мишкинского (Мишкинская, части Байкибашевской, Кизганбашевской и Чураевской волостей), Николо-Берёзовского (Ново-Кабановская, части Калегинской и Ново-Кайнлыковской волостей), Старо-Балтачевского (Старо-Балтачевская, части Аскинской, Байкибашевской, Кизганбашевской и Татышлинской волостей), Топорнинского (части Московской и Пономарёвской волостей), Чекмагушевского (части Асяновской, Исмаиловской и Московской волостей), Янаульского (части Кызылъяровской, Татышлинской и Янаульской волостей) районов автономной республики.

## Население
Численность населения по данным Всесоюзной переписи населения 1926 года по Бирскому кантону:
| Численность населения | Мужчины | Женщины | Обоего пола |
| --------------------- | ------- | ------- | ----------- |
| Всё население         | 249 011 | 286 635 | 535 646     |
| Городское население   | 7 240   | 8 137   | 15 377      |
| Сельское население    | 241 771 | 278 498 | 520 269     |

## Хозяйство
Основной отраслью экономики Бирского кантона являлось сельское хозяйство. В 1927 году площадь пашни составляла 539,9 тыс.га, в которых преобладали посевы ржи (245 тыс.га) и овса (159,6 тыс.га), а также имелись посевы гречихи — 46,6 тыс.га, пшеницы — 19,8 тыс.га, проса — 16,2 тыс.га, картофеля — 8,9 тыс.га, льна — 3,6 тыс.га и др.
В 1927 году численность поголовья крупно рогатого скота достигало 250 419, лошадей — 139 409, овец — 512 813, коз — 14 763 и свиней — 35 994.
В 1927 году функционировали 90 базаров. Работали пять заводов лесной и деревообрабатывающей промышленности, три винокуренных завода, два кожевенных завода, а также спирто-водочный, кирпичный и стекольный заводы.
В 1926 году в кантоне насчитывалось 425 школ 1‑й ступени, в 1929 году — изб-читален, в 1930 году — 16 больниц и 18 амбулаторий.